# Capanna Albagno
La capanna Albagno è un rifugio alpino situato nel comune di Bellinzona in località Gorduno, nel Canton Ticino, nella valle di Gorduno, nelle Alpi Lepontine, a 1.870 m s.l.m.

## Storia
Inaugurata nel 1932, venne ampliata nel 2005.

## Caratteristiche e informazioni
La capanna è disposta su 2 piani, con refettorio unico per un totale di 28 posti. Sono a disposizione piani di cottura sia a legna che a gas, completi di utensili di cucina. I servizi igienici e l'acqua sono all'interno dell'edificio. Il riscaldamento è a legna. L'illuminazione è prodotta da pannelli solari. 
Le stanze sono così suddivise: una da sei posti sopra la cucina, l'altra da sedici e un soppalco da sei posti.

## Accessi
- Mornera, 1.347 m - è raggiungibile con la funivia da Monte Carasso. - Tempo di percorrenza: 1 ora e 30 minuti - Dislivello: 523 metri - Difficoltà: T2
- Monti di Bedretto, 1.283 m - sono raggiungibili da Gorduno in auto. - Tempo di percorrenza: 2 ore - Dislivello: 587 metri - Difficoltà: T2

## Escursioni
- Bocchetta d'Albagno 2.057 m - Tempo di percorrenza: 20 minuti - Dislivello: 187 metri - Difficoltà: T3

## Ascensioni
- Gaggio 2.267 m - Tempo di percorrenza: 1 ora e 15 minuti - Dislivello: 397 metri - Difficoltà: T3
- Cima dell'Uomo 2.390 m - Tempo di percorrenza: 2 ore e 30 minuti - Dislivello: 520 metri - Difficoltà: T4
- Cima di Morisciolo 2.201 m - Tempo di percorrenza: 3 ore - Dislivello: 331 metri - Difficoltà: T3
- Cima d'Erbea 2.338 m - Tempo di percorrenza: 1 ora e 30 minuti - Dislivello: 468 metri - Difficoltà: T4
- Madone 2.395 m - Tempo di percorrenza: 3 ore e 30 minuti - Dislivello: 525 metri - Difficoltà: T3
- Pizzo di Vogorno 2.442 m - Tempo di percorrenza: 6 ore - Dislivello: 572 metri - Difficoltà: T3

## Traversate
- Capanna Gariss 1 ora e 45 minuti
- Capanna Mognone 2 ore e 30 minuti
- Capanna Orino 3 ore
- Capanna Borgna 3 ore
- Capanna Alpe di Lèis 3 ore e 15 minuti
- Capanna Fümegna 6 ore